# Leersia virginica
Leersia virginica là một loài thực vật có hoa trong họ Hòa thảo. Loài này được Willd. mô tả khoa học đầu tiên năm 1797.

## Hình ảnh

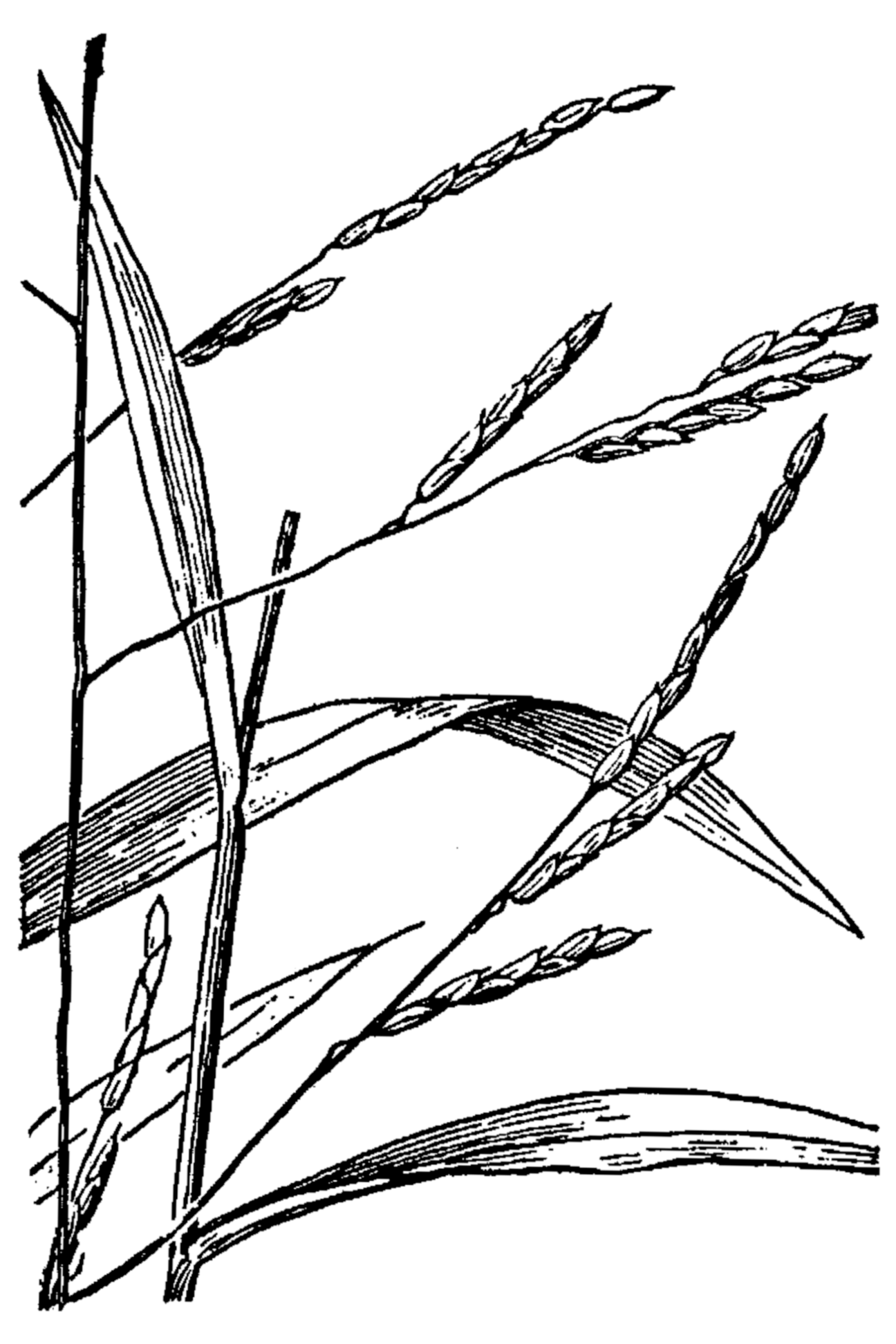